# سباستین لردو د تجادا
سباستین لردو د تجادا (انگلیسی: Sebastián Lerdo de Tejada; ۲۴ آوریل ۱۸۲۳ – ۲۱ آوریل ۱۸۸۹) سیاست‌مدار اهل مکزیک بود.